# Rafael Arratia
Rafael Luis Arratia Valdebenito (Quillota, Chile,  12 de mayo de 1946), es un médico y político chileno.

## Familia y estudios
Realizó sus estudios secundarios en el Colegio Manuel León Prado de Santiago. Tras finalizar la etapa escolar, ingresó a la Universidad de Chile en 1967, donde se tituló de médico cirujano en 1975. Ese año inició un postgrado en oftalmología en la misma universidad, desde donde egresó en 1977.
Se casó con Verónica Ffrench-Davis y tuvieron cuatro hijos.

## Carrera profesional
Desde 1975 se dedicó a la labor docente en la Escuela de Medicina de la Universidad de Chile, desempeñándose hasta 1979. Paralelamente, en 1978, comenzó a ejercer su profesión de médico oftalmólogo en el Hospital de San Fernando, donde trabajó hasta 1985 y asumió como presidente del Capítulo Médico de esa misma ciudad, ejerciendo el cargo hasta 1980.
Además fue consejero regional del Colegio Médico de la Región de O'Higgins y director médico de la Clínica San Francisco de San Fernando, cargo en el que permaneció hasta 1998.
Entre otras actividades, fue piloto civil desde 1970, en el Club Aéreo de San Fernando, donde se desempeñó como director entre los años 1979 y 1998.

## Actividad política

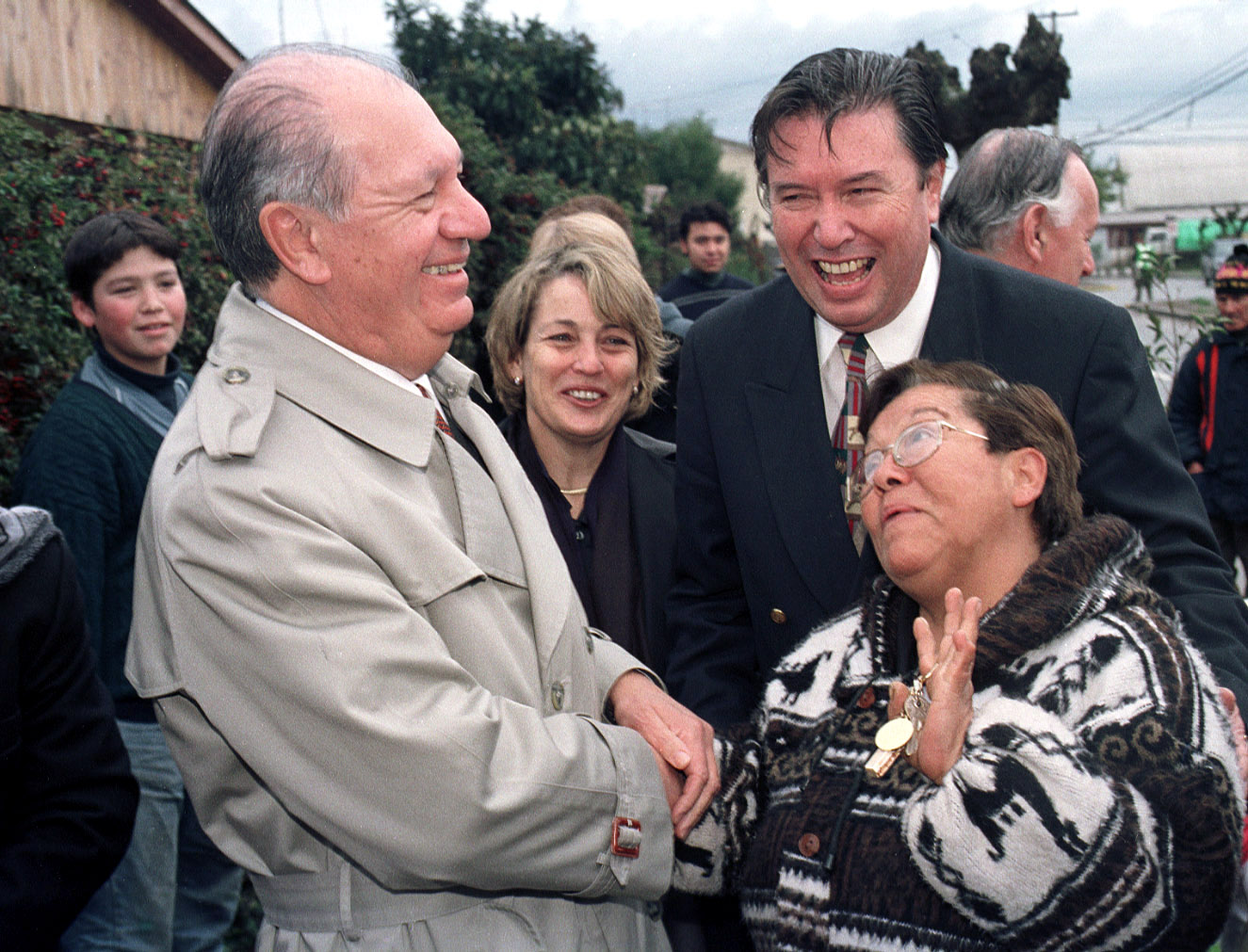
Arratia (a la derecha) junto al presidente Ricardo Lagos durante un acto político el 18 de julio de 2001.

Inició sus actividades políticas cuando se integró al Partido Demócrata Cristiano (PDC); ocupó los puestos de consejero comunal de Santa Cruz en 1993 y de presidente provincial, Núcleo Médico de la Región de O'Higgins, entre 1995 y 1998.
En diciembre de 1997 fue elegido diputado por el Distrito N.°35, que comprende las comunas de Chépica, La Estrella, Litueche, Lolol, Marchigüe, Nancagua, Navidad, Palmilla, Paredones, Peralillo, Pichilemu, Placilla, Pumanque y Santa Cruz, para el período parlamentario 1998 a 2002; integró la Comisión Permanente de Salud y la de Recursos Naturales, Bienes Nacionales y Medio Ambiente.
Buscó la reelección en las elecciones parlamentarias de 2001, sin éxito. Luego de ello, no volvió a participar en elecciones parlamentarias. En 2006 integró la lista encabezada por Pablo Lorenzini para la elección interna del PDC. Posteriormente asumió como presidente comunal del partido en San Fernando. En 2013 se presentó como candidato a consejero regional por la provincia de Colchagua en las elecciones de ese año, en donde no resultó elegido.

## Historial electoral

### Elecciones parlamentarias de 1997
- Elecciones parlamentarias de 1997 a Diputado por el distrito 35 (Chépica, La Estrella, Litueche, Marchigüe, Nancagua, Navidad, Palmilla, Paredones, Peralillo (Chile), Pichilemu, Pumanque y Santa Cruz) .[5]

### Elecciones parlamentarias de 2001
- Elecciones parlamentarias de 2001 a Diputado por el distrito 35 (Chépica, La Estrella, Litueche, Marchigüe, Nancagua, Navidad, Palmilla, Paredones, Peralillo (Chile), Pichilemu, Pumanque y Santa Cruz) .[6]

### Elecciones Consejeros Regionales de 2013
- Elecciones de Consejeros Regionales de 2013, para la Circunscripción Provincial de Colchagua[7]